# Georg Heim
Pour les articles homonymes, voir Heim.
Georg Heim, , né le 24 avril 1865 à Aschaffenburg et mort le 17 août 1938 à Würzburg est un homme politique allemand engagé dans le BVP sous la République de Weimar.
Après des études de langues et un doctorat en économie obtenu en 1893, Georg Heim mène une carrière d'enseignant rendue difficile par ses fréquentes mutations que lui valent son activisme social auprès des classes paysannes. En 1899, il fonde notamment une coopérative agricole dont les bénéfices servent à financer des aides sociales et des formations pour les jeunes agriculteurs, qui eurent lieu à Ratisbonne de 1907 à 1932. En 1911, il se retire de la politique pour se consacrer àcette activité et, pendant la Première Guerre mondiale, s'intéresse aux problèmes alimentaires. En 1916, il reçut le titre de « conseiller économique national secret », créé spécialement pour lui. 
Georg Heim est élu en 1919 dans l'assemblée constituante de la République de Weimar, puis au Reichstag de 1920 à 1924. Parallèlement, il est président de la Chambre régionale des agriculteurs de Bavière à partir de 1920, et devient à cette occasion l'un des personnages les plus influents du Land, d'autant plus qu'il jouit d'une immense popularité chez les agriculteurs. Durant toute la république de Weimar, Heim défend une vision radicale du fédéralisme qui lui vaut d'être accusé de velléités sécessionnistes. 
Lors de la montée du nazisme, Georg Heim qualifie Hitler de « charlatan sans conscience », et appelle en 1932 à rétablir en Bavière la royauté des Wittelsbach pour éviter une dictature. Lorsque les nazis arrivent au pouvoir, le « roi sans couronne de Bavière » tel que Heim était qualifié par le New York Evening Journal en 1923 est démis de toutes ses fonctions. Il meurt en 1938. 